# Bacelarella dracula
Bacelarella dracula är en spindelart som beskrevs av Szüts, Jocque 200. Bacelarella dracula ingår i släktet Bacelarella och familjen hoppspindlar. Inga underarter finns listade.